# 李狄維
李狄維 (英文名：Lydia Li)，出生於上海，後隨家人移居香港，曾經是上海電視臺節目主持人, 主持過《五分鐘英語》，《娃娃樂》等。

## 生平
- 1985年 獲上海市中學生英語演講比賽一等獎
- 1986年 灌錄全國《中學英語教材》
- 1987年 在上海市第三女子中學學習時參加上海電視臺英語節目主持人選拔賽, 主持第一個英語節目系列《五分鐘英語》
- 1988年 主持《娃娃樂》
- 1989年 參加著名電影表演藝術家孫道臨返鄉文藝表演
- 1989年 被上海科學教育電影製片廠錄取爲演員，參加多部紀錄片拍攝工作
- 1996年 赴美國留學後在香港成立公關公司, 並擔任各類大型活動司儀

在商界，李狄維一直投身於公共關係和媒體事業。在藝術方面，李狄維繼續活躍於澳洲悉尼音樂領域，熱忠於鋼琴音樂創作，擁有個人YouTube和優酷頻道。